# Bertignat
Bertignat là một xã ở tỉnh Puy-de-Dôme trong vùng Auvergne-Rhône-Alpes miền trung nước Pháp. Xã này nằm ở khu vực có độ cao trung bình 750 mét trên mực nước biển.
Dọc theo ranh giới phía đông và phía bắc là sông Dore, nhánh của sông Allier.

## Dân số
| 1882                                         | 1990 | 1999 |
| -------------------------------------------- | ---- | ---- |
| 1 963                                        | 552  | 495  |
| Số liệu từ năm 1982: Dân số không tính trùng |      |      |